# Gryllotalpa insulana
Gryllotalpa insulana is een rechtvleugelig insect uit de familie veenmollen (Gryllotalpidae). De wetenschappelijke naam van deze soort is voor het eerst geldig gepubliceerd in 1954 door Lucien Chopard.